# Michel Chodkiewicz
Michel Chodkiewicz (Parigi, 13 maggio 1929 – Candé, 31 marzo 2020) è stato un filosofo francese.

## Biografia
Filosofo e grande esperto di Sufismo, Chodkiewicz fu direttore generale delle éditions du Seuil dal 1979 al 1989 e direttore di studi all'École des hautes études en sciences sociales, dove animò seminari di grande rilevanza sul pensiero del mistico arabo di Murcia (al-Andalus) Ibn ʿArabī.
D'origine polacca, la famiglia si trasferì in Francia già nel 1832. Spiegò egli stesso la sua conversione all'Islam, avvenuta all'età di diciassette anni, come il «completamento di una ricerca personale cominciata nell'adolescenza (...) perché il Cattolicesimo non [gli] dava risposte soddisfacenti»..

## Opere scelte
- Émir Abd el-Kader, Écrits spirituels, présentation, traduction et notes, Paris, Seuil, 1982; nuova edizione 1994.
- Awhad al-Din Balyani, Épître sur l'Unicité absolue, présentation, traduction et notes, Les Deux Océans, 1982.
- Le Sceau des Saints, Prophétie et Sainteté dans la doctrine d'Ibn 'Arabî, Parigi, Gallimard, 1986; nuova edizione 2012
- Ibn 'Arabî, Les Illuminations de la Mecque, textes choisis des al-Futûḥât al-Makkîya (avec la collaboration de W.C. Chittick, C. Chodkiewicz, D. Gril et J.W. Morris), Paris, Sindbad, 1988; nuova edizione col sottotitolo Anthologie présentée par Michel Chodkiewicz, Parigi, Albin Michel/Spiritualités vivantes, 2008.
- Un Océan sans rivage. Ibn 'Arabî, le Livre et la Loi, Parigi, Seuil, 1992.